# АЭС Дуэйн-Арнольд
АЭС Дуэйн-Арнольд (англ. Duane Arnold Energy Center) — закрытая атомная электростанция в центральной части США.  
Станция расположена на берегу реки Сидар в округе Линн штата Айова в 12 милях на север от города Сидар-Рапидс.
Названа по имени Дуэйна Арнольда (1928—1983), председателя совета директоров и главного исполнительного директора компании Iowa Electric Light, курировал строительство и открывал АЭС, которая теперь носит его имя.
АЭС имеет один энергоблок с кипящим водяным реактором (BWR) мощностью 601 МВт производства General Electric.
Строительство АЭС началось 22 июня 1970 года. Стоимость строительства изначально составляла около $250 миллионов но была превышена на $50 млн. Станция была введена в эксплуатацию в феврале 1975 года.
В декабре 2010 года Комиссия по ядерному регулированию выдала АЭС Дуэйн-Арнольд лицензию на продление эксплуатации до 2034 года. Однако компания Alliant Energy, закупавшая около 70% генерируемого станцией электричества посчитала, что выгоднее закупать более дешевую энергию от ветровых станций. В июле 2018 года компании NextEra и Alliant Energy договорились сократить срок действия соглашения о покупке электроэнергии на пять лет в обмен на выплату 110 миллионов долларов от Alliant, предполагаемая дата закрытия была изменена на 2020 год.

## Информация об энергоблоках
| Энергоблок      | Тип реакторов       | Мощность | Мощность | Начало строительства | Физпуск    | Подключение к сети | Ввод в эксплуатацию | Закрытие   |
| Энергоблок      | Тип реакторов       | Чистый   | Брутто   | Начало строительства | Физпуск    | Подключение к сети | Ввод в эксплуатацию | Закрытие   |
| --------------- | ------------------- | -------- | -------- | -------------------- | ---------- | ------------------ | ------------------- | ---------- |
| Дуэйн-Арнольд-1 | BWR, BWR-4 (Mark 1) | 601 МВт  | 624 МВт  | 22.06.1970           | 23.03.1974 | 19.05.1974         | 01.02.1975          | 12.10.2020 |